# Kiskiminetas
La rivière Kiskiminetas est un cours d'eau des États-Unis d'une longueur de 43 km qui coule dans l’État de la Pennsylvanie. Elle est un affluent de l'Allegheny.